# 2000 en santé et médecine
| Années de la santé et de la médecine : 1997 - 1998 - 1999 - 2000 - 2001 - 2002 - 2003    |
| Décennies de la santé et de la médecine : 1970 - 1980 - 1990 - 2000 - 2010 - 2020 - 2030 |

Cet article présente les faits marquants de l'année 2000 en santé et médecine.

## Événements
- Création de la section japonaise de l'ONG Médecins du monde.
- Médecins du monde crée une revue trimestrielle en langue française Humanitaire.
- 20 juin : en France, la Cour de cassation lors de l'affaire Hédreul renverse l'obligation de la preuve d'information et considère que c'est au médecin de prouver qu'il a informé le patient des risques d'un traitement, et non au patient de prouver qu'il n'en a pas été informé.

## Récompenses
- Prix Nobel de physiologie ou médecine : Arvid Carlsson pour sa caractérisation du rôle de la dopamine dans la maladie de Parkinson ; Paul Greengard pour ses travaux sur l'action des neurotransmetteurs sur les cellules nerveuses ; Eric Kandel pour ses travaux de recherche sur la mémoire.

## Décès
- 4 mars : Edmond Kaiser, pharmacien délégué médical vaudois, fondateur de l'ONG humanitaire Terre des hommes, né le 2 janvier 1914.
- 23 octobre : Marion Cahour, médecin française, connue pour son engagement humanitaire, né le 10 juillet 1908.
- 2 décembre : Pierre Marion, médecin et professeur de chirurgie français, pionnier de la chirurgie cardiaque, né le 19 mars 1914.
- Vincenzo Bianchini (né en 1903), médecin, peintre, sculpteur, écrivain, poète et philosophe italien.